# آلفردتاون
آلفردتاون (به انگلیسی: Alfredtown) یک شهرک در استرالیا است که در نیو ساوت ولز واقع شده‌است.